# Klöversobermal
Klöversobermal, Anacampsis fuscella är en fjärilsart som först beskrevs av Eduard Friedrich Eversmann 1844. Klöversobermal ingår i släktet Anacampsis, och familjen stävmalar, Gelechiidae. Enligt den svenska rödlistan är arten starkt hotad, EN, i Sverige. Arten är i Sverige bara är hittad på dussinet lokaler i Sörmland och Uppland. Inga underarter finns listade i Catalogue of Life.
Klöversobermalen har en vingbredd på 10–14 mm. Framvingarnas ovansida är mörkbrun och bakvingarna är ljusbruna. Klöversobermalen är knuten till torra soliga lokaler, främst längs grusåsar. Skjutfält och grustäkter fungerar idag som livsmiljöer, medan malen förr troligtvis fanns i naturliga rasbranter och på betade eller brandpräglade åsar. Värdväxten är skogsklöver (Trifolium medium) och för att klöversobermalen ska kunna nyttja värdväxten måste den stå öppet i sand eller grus.

## Utbredningsområde
I Sverige är klöversobermalen bara hittad på ett dussintal lokaler i Uppland, från Stockholm i söder till Älvkarleby i norr och till Östhammar i öster. I övrigt är arten bara känd från Finland och södra Ural. Arten beskrevs 1844 från södra Ural, och hittades sedan i Finland på 1980-talet. I Sverige upptäcktes den 21/6 1990 vid Films kyrkby i Uppland.

## Ekologi
Klöversobermalen flyger från början av juli och en bit in i augusti. Fjärilen kan påträffas på skogsklöver från gryningen till solnedgången, och på natten gömmer den sig i förnan. Den är mycket obenägen att flyga, och har därför med största sannolikhet svårt att sprida sig. 
Klöversobermalen lägger sina ägg på skogsklövern, och larverna kan påträffas från juni en bit in i juli, mellan 3 och 4 blad av skogsklöver som de spinner ihop. Sedan förpuppar sig larverna i spinnet.

## Hot och skyddsåtgärder
Det största hotet mot klöversobermalen är igenväxning av de sandiga miljöer där den finns. Igenväxningen beror både på naturlig igenväxning med tall och gräs och på plantering av nedlagda täkter. Flera av de idag kända lokalerna befinner sig i kraftig igenväxning. Samtidigt bildas knappt några nya öppna sandmiljöer.
 
Länsstyrelsen i Uppsala har på uppdrag av Naturvårdsverket tagit fram ett åtgärdsprogram för klöversobermalen. I åtgärdsprogrammet föreslås åtgärder som inventering, skötsel av klöversobermalens lokaler, och information, som berörda länsstyrelser arbetar med.